# Oostenrijk op de Olympische Zomerspelen 1976
Oostenrijk nam deel aan de Olympische Zomerspelen 1976 in Montréal, Canada. Nadat tijdens de vorige editie nog drie medailles werden gewonnen, werd dit keer een bronzen medaille behaald.

## Medailleoverzicht
| Sport       | Olympiër         | Discipline  | Medaille |
| ----------- | ---------------- | ----------- | -------- |
| Schietsport | Rudolf Dollinger | 50m pistool | Brons    |

## Deelnemers en resultaten

### Atletiek
| Olympiër                                                                           | Discipline         | Resultaat | Prestatie |
| ---------------------------------------------------------------------------------- | ------------------ | --------- | --- |
| Peter Sternad                                                                      | kogelslingeren (m) | 18e       | kwalificatie groep B: 8ste met 66,14m |
| Georg Werthner                                                                     | tienkamp (m)       | 16e       | 100m: 21ste in 11,31 verspringen: 10de met 7,14m kogelstoten: 19de met 13,49m hoogspringen: 21ste met 1,88m 400m: 20ste in 50,08 110m horden: 16de in 15,26 discuswerpen: 26ste met 35,58m polsstokhoogspringen: 18de met 4,10m speerwerpen: 8ste met 64,08m 1500m: 6de in 4.27,43 totaal: 7493 punten |
| Sepp Zeilbauer                                                                     | tienkamp (m)       | DNF       | 100m: 14de in 11,08 verspringen: 5de met 7,27m kogelstoten: 5de met 14,91m hoogspringen: 2de met 2,03m 400m: 11de in 48,94 110m horden: 8ste in 14,87 discuswerpen: 11de met 44,26m polsstokhoogspringen: geen geldige poging                                                                          |
|                                                                                    |                    |           | |
| Silvia Schinzel                                                                    | 200m (v)           | 25e       | serie 3: 5de in 23,74 kwartfinale 3: 6de in 23,95 |
| Christiane Wildschek                                                               | 400m (v)           | 15e       | serie 3: 2de in 52,65 kwartfinale 3: 4de in 52,25 halve finale 1: 7de in 52,20 |
| Johanna Berger Karoline Käfer Andrea Mühlbach Silvia Schinzel Christiane Wildschek | 4x400m (v)         | DNS       | niet gestart |
| Hannah Kleinpeter                                                                  | verspringen (v)    | DNS       | niet gestart |
| Eva Janko                                                                          | speerwerpen (v)    | 9e        | kwalificatie: 4de met 60,90m finale: 9de met 57,20m |

### Boksen
| Olympiër          | Discipline  | Resultaat | Prestatie |
| ----------------- | ----------- | --------- | --- |
| Christian Sittler | -63,5kg (m) | 9e        | 1ste ronde: W van COL Godoy: 4-1 2de ronde: W van THA Boonfuang: knock-out 3de ronde: V van ARG Portillo: knock-out |
| Franz Dorfer      | -71kg (m)   | 17e       | 1ste ronde: V van IRI Azarhazin: 1-4                                                                                |

### Boogschieten
| Olympiër      | Discipline      | Resultaat | Prestatie                                                                              |
| ------------- | --------------- | --------- | -------------------------------------------------------------------------------------- |
| Oswald Probts | individueel (m) | 33e       | 1ste ronde: 26ste met 1135 punten 2de ronde: 34ste met 1038 punten totaal: 2173 punten |

### Gewichtheffen
| Olympiër             | Discipline  | Resultaat | Prestatie                                                        |
| -------------------- | ----------- | --------- | ---------------------------------------------------------------- |
| Kurt Pittner         | -56kg (m)   | DNF       | trekken: geen geldige poging                                     |
| Gottfried Langthaler | -67,5kg (m) | 13e       | trekken: 17de met 117,5kg stoten: 10de met 152,5kg totaal: 260kg |
| Walter Legel         | -67,5kg (m) | 10e       | trekken: 13de met 120kg stoten: 10de met 152,5kg totaal: 272,5kg |
| Rudolf Hill          | -90kg (m)   | 12e       | trekken: 14de met 140kg stoten: 9de met 180kg totaal: 320kg      |
| Vinzenz Hörtnagl     | -90kg (m)   | 13e       | trekken: 7de met 160kg stoten: 14de met 190kg totaal: 350kg      |

### Judo
| Olympiër       | Discipline      | Resultaat | Prestatie |
| -------------- | --------------- | --------- | --- |
| Erich Pointner | -63kg (m)       | 5e        | 1ste ronde: V van KOR Chang: Moro-te herkansingen: W van THA Santhisiri: Udehishigi-juji-gatame herkansingen 2: W van CAN Farrow: O-soto-gari bronzen finale: V van ITA Mariani: Tate-shiho-gatame |
| Jurek Jatowitt | -80kg (m)       | 11e       | 1ste ronde: vrij 2de ronde: W van USA Jonston-Ono: Ashi-garami kwartfinale: V van FRG Marhenke: Kushiki-daoshi                                                                                     |
| Johann Pollak  | -93kg (m)       | 18e       | 1ste ronde: vrij 2de ronde: V van SWE Schåltz: O-soto-gari |
| Klaus Wallas   | +93kg (m)       | 10e       | 1ste ronde: vrij 2de ronde: W van TCH Novák: Ashi-garami kwartfinale: V van USA Coage: Tai-otoshi                                                                                                  |
| Klaus Wallas   | open klasse (m) | 9e        | 1ste ronde: vrij 2de ronde: W van SWE Schåltz: De-ashi-barai kwartfinale: V van ARG Portelli: Kusure-kami-shiho-gatame                                                                             |

### Kanovaren
| Olympiër                | Discipline    | Resultaat | Prestatie                                                                           |
| ----------------------- | ------------- | --------- | ----------------------------------------------------------------------------------- |
| Günther Pfaff           | K-1 1000m (m) | 17e       | serie 2: 6de in 4.14,92 herkansingen: 3de in 4.14,90 halve finale 1: 6de in 4.08,65 |
| Hans Mayr Günther Pfaff | K-2 1000m (m) | 13e       | serie 3: 4de in 3.40,82 herkansingen: 3de in 3.36,32 halve finale 1: 5de in 3.29,45 |

### Paardensport
| Olympiër                                                    | Discipline     | Resultaat      | Prestatie                                                                                  |
| Springconcours                                              | Springconcours | Springconcours | Springconcours                                                                             |
| ----------------------------------------------------------- | -------------- | -------------- | ------------------------------------------------------------------------------------------ |
| Thomas Frühmann                                             | individueel    | 38e            | 1ste ronde: 38ste met 28 strafpunten                                                       |
| Henk Hulzebos                                               | individueel    | DNF            | 1ste ronde: niet gefinisht                                                                 |
| Hugo Simon                                                  | individueel    | 5e             | 1ste ronde: 10de met 8 strafpunten 2de ronde: 3de met 8 strafpunten totaal: 16 strafpunten |
| Hugo Simon Thomas Frühmann Henk Hulzebos Rüdiger Wassibauer | team           | 11e            | 1ste ronde: 11de met 52 strafpunten                                                        |

### Roeien
| Olympiër                      | Discipline      | Resultaat | Prestatie                                                                     |
| ----------------------------- | --------------- | --------- | ----------------------------------------------------------------------------- |
| Ulli Wolf                     | skiff (m)       | 13e       | serie 3: 4de in 7.28,45 herkansingen: 4de in 7.25,38                          |
|                               |                 |           |                                                                               |
| Maria Leibetseder Renate Sigl | dubbel-twee (v) | 10e       | serie 2: 5de in 3.40,09 herkansingen: 4de in 3.52,93 finale B: 4de in 4.11,38 |

### Schermen
| Olympiër                                                               | Discipline      | Resultaat | Prestatie |
| ---------------------------------------------------------------------- | --------------- | --------- | --- |
| Karl-Heinz Müller                                                      | degen (m)       | 21e       | 1ste ronde groep 10: 2de V van POL Matwiejew: 3-5 W van NOR Mørch: 5-2 W van LUX Menghi: 5-2 W van THA Santitavakul: 5-3 2de ronde groep 1: 4de V van HUN Fenyvesi: 2-5 V van ROU Szabo: 4-5 V van URS Bykov: 3-5 W van NOR Mørch: 5-3 W van IRI Assatourian: 5-4 3de ronde groep 1: 5de V van HUN Osztrics: 1-5 V van FRG Behr: 0-5 V van SWE Edling: 1-5 V van FRA Boisse: 4-5 W van NOR Normann: 5-4 |
| Herbert Lindner                                                        | degen (m)       | 36e       | 1ste ronde groep 4: 1ste W van FRA Ladègallerie: 5-3 W van FIN Salminen: 5-2 W van POL Janikowski: 5-0 V van AUS Benko: 2-5 2de ronde groep 2: 6de V van SWE Edling: 0-5 V van SUI Suchanecki: 3-5 V van TCH Jurka: 1-5 V van ITA Granieri: 4-5 V van GBR Bourne: 2-5 |
| Peter Zobl-Wessely                                                     | degen (m)       | 34e       | 1ste ronde groep 11: 3de V van FRA Boisse: 4-5 W van HUN Kulcsár: 5-1 W van USA Makler: 5-3 W van HKG Cunnigham: 5-3 V van THA Horrapun: 4-5 2de ronde groep 4: 6de V van FRG Behr: 3-5 V van SWE Flodström: 1-5 V van SUI Kauter: 1-5 V van NOR Normann: 2-5 V van POL Matwiejew: 4-5 |
| Herbert Lindner Karl-Heinz Müller Herbert Polzhuber Peter Zobl-Wessely | degen team (m)  | 13e       | 1ste ronde groep 1: 3de V van Bondsrepubliek Duitsland: 6-10 V van Groot-Brittannië: 5-11 |
| Hans Brandstätter                                                      | sabel (m)       | 41e       | 1ste ronde groep 6: 5de V van ITA Maffei: 0-5 V van CUB Ortiz: 3-5 V van USA Kaplan: 3-5 V van IRI Pashapour-Alamdari: 1-5 |
|                                                                        |                 |           | |
| Ingrid Gosch                                                           | floret (v)      | DNS       | niet gestart |
| Ingrid Losert                                                          | floret (v)      | DNS       | niet gestart |
| Elke Radlingmaier                                                      | floret (v)      | DNS       | niet gestart |
| Marlene Ganser Ingrid Gosch Ingrid Losert Elke Radlingmaier            | floret team (v) | DNS       | niet gestart |

### Schietsport
| Olympiër            | Discipline             | Resultaat | Prestatie                       |
| ------------------- | ---------------------- | --------- | ------------------------------- |
| Gerhard Krimbacher  | 50m geweer 3 houdingen | 42e       | 1117 punten: (393-378-346)      |
| Wolfram Waibel, Sr. | 50m geweer 3 houdingen | 40e       | 1123 punten: (399-389-335)      |
| Gerhard Krimbacher  | 50m geweer liggend     | 12e       | 591 punten: (99-99-99-99-97-98) |
| Wolfram Waibel, Sr. | 50m geweer liggend     | 20e       | 590 punten: (99-98-98-99-99-97) |
| Rudolf Dollinger    | 50m pistool            | Brons     | 562 punten: (93-92-95-93-96-93) |
| Hubert Garschall    | 50m pistool            | 30e       | 543 punten: (91-89-92-89-89-93) |
| Gerhard Petritsch   | 25m snelvuurpistool    | 7e        | 594 punten: (297-297)           |
| Franz Schitzhofer   | skeet                  | 5e        | 195 punten                      |
| Josef Meixner       | trap                   | 16e       | 178 punten                      |
| Nikolaus Reinprecht | trap                   | 25e       | 173 punten                      |

### Schoonspringen
| Olympiër        | Discipline    | Resultaat | Prestatie                          |
| --------------- | ------------- | --------- | ---------------------------------- |
| Niki Stajković  | 10m toren (m) | 12e       | voorronde: 12de met 486,69 punten  |
| Michael Worisch | 10m toren (m) | DNS       | voorronde: niet gestart            |
|                 |               |           |                                    |
| Brigitte Duda   | 10m toren (v) | 24e       | voorronde: 24ste met 292,41 punten |

### Wielersport
| Olympiër                                                      | Discipline         | Resultaat | Prestatie |
| Weg                                                           | Weg                | Weg       | Weg       |
| ------------------------------------------------------------- | ------------------ | --------- | --------- |
| Roman Humenberger                                             | wegwedstrijd (m)   | 21e       | 4:49.01   |
| Rudolf Mitteregger                                            | wegwedstrijd (m)   | 51e       | 5:00.19   |
| Herbert Spindler                                              | wegwedstrijd (m)   | 18e       | 4:49.01   |
| Wolfgang Steinmayr                                            | wegwedstrijd (m)   | 27e       | 4:49.01   |
| Leo Karner Roman Humenberger Rudolf Mitteregger Johann Summer | pleogentijdrit (m) | 15e       | 2:17.06   |

### Worstelen
| Olympiër         | Discipline     | Resultaat      | Prestatie |
| Grieks-Romeins   | Grieks-Romeins | Grieks-Romeins | Grieks-Romeins                                                                                                |
| ---------------- | -------------- | -------------- | --- |
| Hans Kiss        | -74kg (m)      | 11e            | 1ste ronde: W van MAR Toughza: gediskwalificeerd 2de ronde: V van SWE Karlsson 3de ronde: V van ROU Ciobotaru |
| Franz Pitschmann | -82kg (m)      | 13e            | 1ste ronde: V van SWE Andersson 2de ronde: V van BUL Kolev                                                    |

### Zeilen
| Olympiër                                      | Discipline      | Resultaat | Prestatie                           |
| --------------------------------------------- | --------------- | --------- | ----------------------------------- |
| Ernst Seidl Johann Eisl                       | flying dutchman | 13e       | 92,0 punten: (15-10-7-12-2-16-15)   |
| Hans Prack Bernhard Prack                     | tornado klasse  | 11e       | 78,4 punten: (10-8-6-10-3-10-9)     |
| Carl Auteried Jr. Wolfgang Böhm               | tempest klasse  | 12e       | 97,0 punten: (10-14-11-11-5-11-DNS) |
| Hubert Raudaschl Walter Raudaschl Rudolf Mayr | soling klasse   | 17e       | 123,0 punten: (13-17-15-209-16-17)  |

### Zwemmen
| Olympiër           | Discipline          | Resultaat | Prestatie               |
| ------------------ | ------------------- | --------- | ----------------------- |
| Steffen Kriechbaum | 100m schoolslag (m) | 23e       | serie 2: 4de in 1.08,09 |
| Steffen Kriechbaum | 200m schoolslag (m) | 17e       | serie 3: 5de in 2.25,73 |

Amerikaanse Maagdeneilanden · Andorra · Antigua en Barbuda · Argentinië · Australië · Bahama's · Barbados · België · Belize · Bermuda · Bolivia · Bondsrepubliek Duitsland · Brazilië · Bulgarije · Canada · Chili · Colombia · Costa Rica · Cuba · Denemarken · Dominicaanse Republiek · Duitse Democratische Republiek · Ecuador · Egypte · Fiji · Filipijnen · Finland · Frankrijk · Griekenland · Groot-Brittannië · Guatemala · Haïti · Honduras · Hongarije · Hongkong · Ierland · IJsland · India · Indonesië · Iran · Israël · Italië · Ivoorkust · Jamaica · Japan · Joegoslavië · Kaaimaneilanden · Kameroen · Koeweit · Libanon · Liechtenstein · Luxemburg · Maleisië · Marokko · Mexico · Monaco · Mongolië · Nederland · Nederlandse Antillen · Nepal · Nicaragua · Nieuw-Zeeland · Noord-Korea · Noorwegen · Oostenrijk · Pakistan · Panama · Papoea-Nieuw-Guinea · Paraguay · Peru · Polen · Portugal · Puerto Rico · Roemenië · San Marino · Saoedi-Arabië · Senegal · Singapore · Sovjet-Unie · Spanje · Suriname · Thailand · Trinidad en Tobago · Tsjecho-Slowakije · Tunesië · Turkije · Uruguay · Venezuela · Verenigde Staten · Zuid-Korea · Zweden · Zwitserland